# Українська дивізія
Українська дивізія (рос. дореф. Украинская дивизія) — військове формування (дивізія) Російської імператорської армії, розташоване на території сучасної України (Слобідська Україна) з 1709 року. 

## Історія
18 грудня 1708 року московський цар Петро Олексійович видав наказ про поділ держави на вісім губерній, землі Харківського козацького полку відійшли до Київської губернії, землі інших слобідських козацьких полків відійшли до Азовської губернії.
Після Полтавської битви в 1709 році в межах Слобідської України були розквартировані 15 російських полків, які склали дивізію, названою за місцем розміщення «Українською» . Першим командиром дивізії став Апраксін Петро Матвійович, який уособлював у собі військову та цивільну влади, як дивізійний генерал та губернатор. Слобідські полки також перебували в складі Української дивізії. З цього часу слобідські козацькі полковники підпорядковувалися у військових та цивільних питаннях російським генералам, керівникам дивізії, колишні вольності козацьких полковників було значно зменшено, полкова старшина та сотники стали призначатися генералом, але за атестацією полковників.
У 1722 році слобідські козаки, з військової точки зору раніше підлеглі командиру української дивізії, в цивільних і судових справах були підпорядковані білгородському воєводі і курського надвірного суду. 
У 1723 році на місце Апраксіна було призначено генерал-аншефа князя Михайла Михайловича Голіцина .
За часів правління російської імператриці Катерини I Українську дивізію все так же очолював князь М. М. Голіцин, який отримав на той час чин генерал-фельдмаршала. 2 квітня 1726 указом Катерини I було велено слобідським полкам «бути веденні в Державної Військової Колегії». Після смерті Петра Другого 18 січня 1730 року, та сходження на трон Анни Іванівни, Голіцина було знято з командування Українською дивізією. 
У 1731 році київським генерал-губернатором та командуючим Українською дивізією стає граф Йоган-Бернгар Вейсбах.
У 1732 році зі служивих слобідських козаків було засновано Слобідський драгунський полк (розформовано в 1743 році при скасуванні реформ князя Шаховського).
У 1737 році після смерті графа фон Вейзбаха командиром Української дивізії стає генерал Бутурлін Олександр Борисович.
В 1745 році командиром Української дивізії стає генерал фон Бісмарк. 
У 1752 році на місце фон Бісмарка було призначено генерал-поручника графа Петра Семеновича Салтикова. Наказом Військової Колегії від 30 жовтня 1756 року, генерал-аншефу Салтикову було наказано сформувати в 1757 році Слобідський гусарський полк (існував до 3 березня 1765 року), під керівництвом полковника Петра Бульського.
У 1758 році графа Салтикова було відкликано до Санкт-Петербургу, а на його місце було призначено генерал-поручника Петра Івановича Стрешнева.
У 1762 році, невдовзі після сходження на трон імператриці Катерини II генерал-поручника Стрешнева було відсторонено від служби, а посаду українського дивізійного генерала зайняв генерал-аншеф Петро Іванович Оліц.
У 1765 році автономію п'яти Слобідських козацьких полків, було скасовано маніфестом російської імператриці Катерини ІІ від 28 липня 1765 року «Про заснування в слобідських полках пристойного цивільного пристрою і про перебування канцелярії губернської і провінційної», згідно з яким було засновано  Слобідсько-Українську губернію з п'ятьма провінціями на місці скасованих полків і адміністративним губернським центром у місті Харків. Згідно того ж маніфесту приймається рішення про формування з особового складу скасованих козацьких полків нових гусарських полків російської імперської армії, новозасновані полки увійшли до складу Української дивізії.

## Керівники дивізії[10]
- З 1709 року; боярин граф Апраксін Петро Матвійович
- 1723-1730; генерал-фельдмаршал князь Голіцин Михайло Михайлович
- 1731-24 серпня 1735; генерал від кавалерії граф Йоган-Бернгар Вейсбах
- 1738-1743; генерал-аншеф граф Бутурлін Олександр Борисович
- З 1745 року; генерал Людольф Август фон Бісмарк
- З 1752 року; генерал-поручник граф Петро Семенович Салтиков
- З 1758 року; генерал-поручник Петро Іванович Стрешнев
- З 1762 року; генерал-аншеф Петро Іванович Оліц